# Stazione di Piscina di Pinerolo
La stazione di Piscina di Pinerolo è una stazione ferroviaria posta sulla linea Torino-Pinerolo. Serve il centro abitato di Piscina.

## Storia
Fino al 10 agosto 1950 era denominata semplicemente "Piscina"; in tale data assunse la nuova denominazione di "Piscina di Pinerolo".

## Movimento
La stazione è servita quotidianamente da 22 coppie di treni della linea SFM2 del servizio ferroviario metropolitano di Torino, nell'ambito del contratto di servizio stipulato con Regione Piemonte. Sino al 2012 effettuavano fermata anche alcuni convogli diretti a Torre Pellice, linea sospesa all'esercizio dal 17 giugno di tale anno.

## Interscambi
Presso la stazione sono attuati i seguenti interscambi:
- Fermata autobus

## Servizi
La stazione, che RFI classifica nella categoria "Bronze", dispone dei seguenti servizi:
- Biglietteria automatica